# Stevens Point
Stevens Point är administrativ huvudort i Portage County i Wisconsin i USA. Orten har fått namn efter bosättaren George Stevens. Vid 2010 års folkräkning hade Stevens Point 26 717 invånare.